# Oblast autonome adyguéen

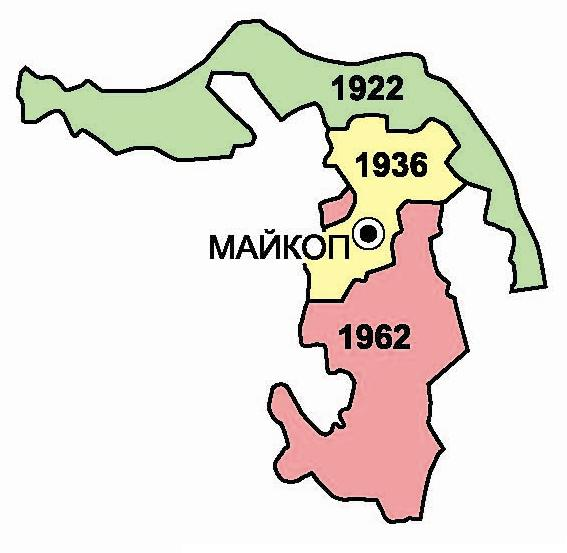
Evolution du territoire de l'oblast adyguéen

L'oblast autonome adyguéen (en russe : Адыге́йская автоно́мная о́бласть) est un oblast autonome de la république socialiste fédérative soviétique de Russie, en Union soviétique. Elle exista de 1922 à 1991. Son centre administratif fut Krasnodar, puis Maïkop à partir de 1936.

## Histoire
L'oblast autonome tcherkesse (adyguéen) fut créé au sein de la RSFS de Russie le 27 juillet 1922, sur les territoires de l'oblast du Kouban-mer Noire principalement peuplé par les Adyguéens. À cette époque, Krasnodar en était le centre administratif. Il fut rebaptisé oblast autonome adyguéen (tcherkesse) le 24 août 1922, peu de temps après sa création. Le 24 octobre 1924, il devint une partie du nouveau kraï du Caucase du Nord. Il fut rebaptisé oblast autonome adyguéen en juillet 1928. Le 10 janvier 1934, l'oblast autonome fut rattaché au nouveau kraï d'Azov-mer Noire, créé à partir du kraï du Caucase du Nord. Maïkop fut désigné comme le centre administratif de l'oblast autonome en 1936. L'OA adyguéen fait partie du kraï de Krasnodar à la création de celui-ci, le 13 septembre 1937.
Le 3 juillet 1991, l'oblast autonome fut élevé au statut de république. 
Sous la juridiction de la fédération de Russie : république d'Adyguée.